# UCI Asia Tour 2005
El UCI Asia Tour 2005 fue la primera edición del calendario ciclístico internacional asiático. Contó con 13 carreras y se inició el 16 de enero de 2005 en Tailandia, con el Tour de Siam y finalizó el 19 de septiembre del mismo año en Japón con el Tour de Hokkaido.
El ganador a nivel individual fue el kazajo Andrey Mizourov, por equipos triunfó el Giant Asia Racing de Taiwán, mientras que por países fue Kazajistán quién obtuvo más puntos.

## Calendario
Contó con las siguientes pruebas por etapas.

### Enero 2005
| Fecha    | Carrera          | Cat. | Ganador         | Equipo del ganador |
| -------- | ---------------- | ---- | --------------- | ------------------ |
| 16 al 21 | Tour de Siam     | 2.2  | Koji Fukushima  | Bridgestone Anchor |
| 28 al 6  | Tour de Langkawi | 2.HC | Ryan Cox        | Barloworld-Valsir  |
| 29       | Doha G. P.       | 1.1  | Robert Hunter   | Phonak             |
| 31 al 4  | Tour de Catar    | 2.1  | Lars Michaelsen | CSC                |

### Abril 2005
| Fecha   | Carrera     | Cat. | Ganador        | Equipo del ganador |
| ------- | ----------- | ---- | -------------- | ------------------ |
| 9 al 13 | Kerman Tour | 2.2  | Hossein Askari | Giant Asia Racing  |

### Mayo 2005
| Fecha    | Carrera            | Cat. | Ganador        | Equipo del ganador |
| -------- | ------------------ | ---- | -------------- | ------------------ |
| 7 al 13  | Tour de Corea      | 2.2  | David McCann   | Giant Asia Racing  |
| 15 al 22 | Tour de Japón      | 2.2  | Félix Cárdenas | Barloworld-Valsir  |
| 22 al 1  | Tour de Azerbaiyán | 2.2  | Ghader Mizbani | Giant Asia Racing  |

### Junio 2005
| Fecha   | Carrera               | Cat. | Ganador     | Equipo del ganador |
| ------- | --------------------- | ---- | ----------- | ------------------ |
| 27 al 1 | Tour del Este de Java | 2.2  | Ahad Kazemi | Giant Asia Racing  |

### Julio 2005
| Fecha    | Carrera                | Cat. | Ganador         | Equipo del ganador |
| -------- | ---------------------- | ---- | --------------- | ------------------ |
| 16 al 24 | Vuelta al Lago Qinghai | 2.HC | Martin Mareš    | Ed' System ZVVZ    |
| 29 al 31 | Tour de China          | 2.2  | Andrey Mizourov | Capec              |

### Septiembre 2005
| Fecha    | Carrera           | Cat. | Ganador        | Equipo del ganador |
| -------- | ----------------- | ---- | -------------- | ------------------ |
| 11 al 21 | Tour de Indonesia | 2.2  | Hossein Askari | Giant Asia Racing  |
| 14 al 19 | Tour de Hokkaido  | 2.2  | Eddy Ratti     | Nippo              |

## Clasificaciones

### Individual
| Posición | Ciclista        | Puntos |
| -------- | --------------- | ------ |
| 1        | Andrey Mizourov | 213    |
| 2        | Ryan Cox        | 190    |
| 3        | Martin Mares    | 174    |
| 4        | Hossein Askari  | 168,66 |
| 5        | David McCann    | 160,66 |
| 6        | Graeme Brown    | 156    |
| 7        | Mahdi Sohrabi   | 155,66 |
| 8        | Ghader Mizbani  | 150,66 |
| 9        | Ahad Kazemi     | 132,66 |
| 10       | Serguey Lagutin | 120    |

### Equipos
| Posición | Equipo                    | Puntos |
| -------- | ------------------------- | ------ |
| 1        | Giant Asia Racing         | 795,64 |
| 2        | Capec                     | 439    |
| 3        | Barloworld-Valsir         | 429    |
| 4        | Paykan                    | 314,64 |
| 5        | Ceramica Panaria-Navigare | 271    |

### Países
| Posición | País          | Puntos   |
| -------- | ------------- | -------- |
| 1        | Kazajistán    | 1.005,28 |
| 2        | Irán          | 874,96   |
| 3        | Japón         | 744      |
| 4        | Uzbekistán    | 618      |
| 5        | Corea del Sur | 143      |